# بانکسیا اسکارلت
بانکسیا اسکارلت (نام علمی: Banksia coccinea) که با نام‌های واراتا بانکسیا یا آلبانی بانکسیا نیز شناخته می‌شود، نام یک گونه راست درختچه یا درخت کوچک، از سرده بانکسیا است.